# كيم مين جي
كيم مين جي (بالكورية: 김민지)‏ هي ممثلة كورية جنوبية. ولدت يوم 11 أبريل 1992 في تشونغجو في كوريا الجنوبية.

## روابط خارجية
- كيم مين جي على موقع IMDb (الإنجليزية)
- كيم مين جي على موقع قاعدة بيانات الفيلم (الإنجليزية)
- كيم مين جي على موقع كينوبويسك (الروسية)